# HD332701
HD332701 — хімічно пекулярна зоря спектрального класу B8, що має видиму зоряну величину в смузі V приблизно  8,9.
Вона  розташована на відстані близько 1591,0 світлових років від Сонця.

## Пекулярний хімічний склад
Зоряна атмосфера HD332701 має підвищений вміст 
Si
.